# Roadracing-VM 2023
Världsmästerskapen i Roadracing 2023 arrangeras av Internationella motorcykelförbundet och innehåller roadracingklasserna MotoGP, Moto2 och Moto3 i Grand Prix-serien. Därutöver har klasserna Superbike, Supersport, Supersport 300, Endurance, MotoE och Sidovagnsracing världsmästerskapsstatus. VM-titlar delas ut till bästa förare och till bästa konstruktör.
| Världsmästare i roadracing 2023 | Världsmästare i roadracing 2023                       | Världsmästare i roadracing 2023 |
| Klass                           | Mästare individuellt                                  | Mästare konstruktörer           |
| ------------------------------- | ----------------------------------------------------- | ------------------------------- |
| MotoGP                          | Francesco Bagnaia (Ducati)                            | Ducati                          |
| Moto2                           | Pedro Acosta (Kalex)                                  | Kalex                           |
| Moto3                           | Jaume Masiá (Honda)                                   | KTM                             |
| Superbike                       | Álvaro Bautista (Ducati)                              | Ducati                          |
| Supersport                      | Nicolò Bulega (Ducati)                                | Ducati                          |
| Supersport 300                  | Jeffrey Buis (Kawasaki)                               | Kawasaki                        |
| Endurance                       | YART Yamaha Official EWC Team (Canepa, Fritz, Hanika) | Honda                           |
| Sidvagn                         | Ellis/Clement (LCR Yamaha)                            | -                               |
| MotoE                           | Mattia Casadei                                        | -                               |

## Grand Prix
Grand Prix-klasserna i roadracing är MotoGP, Moto2 och Moto3. De körs tillsammans under sammanhållna tävlingshelger. Från 2023 har också MotoE, klassen för elektriska motorcyklar, världsmästerskapsstatus. Den körs vid ett fåtal av Grand Prix-helgerna.

### Tävlingskalender
Tävlingskalendern för 2023 innehåller 20 Grand Prix. Lika många 2021. Det var tänkt att två nya deltävlingar skulle tillkomma; Kazachstans Grand Prix och Indiens Grand Prix. I april medderlades dock att Kazachstans GP var struket från tävlingskalendern. Aragoniens Grand Prix står över 2023. De senaste åren har årets första GP hållits i Qatar, men 2023 blir det istället i Portugal.
| Omgång | Datum          | Grand Prix     | Bana                          | Segrare Moto3  | Segrare Moto2    | Segrare MotoGP        |
| ------ | -------------- | -------------- | ----------------------------- | -------------- | ---------------- | --------------------- |
| 1      | 26 mars        | Portugal       | Portimäo                      | Daniel Holgado | Pedro Acosta     | Francesco Bagnaia     |
| 2      | 2 april        | Argentina      | Termas de Río Hondo           | Tatsuki Suzuki | Tony Arbolino    | Marco Bezzecchi       |
| 3      | 16 april       | Amerikas GP    | Circuit of the Americas       | Iván Ortolá    | Pedro Acosta     | Álex Rins             |
| 4      | 30 april       | Spanien        | Jerez                         | Iván Ortolá    | Sam Lowes        | Francesco Bagnaia     |
| 5      | 14 maj         | Frankrike      | Le Mans Bugatti               | Daniel Holgado | Tony Arbolino    | Marco Bezzecchi       |
| 6      | 11 juni        | Italien        | Mugello Circuit               | Daniel Holgado | Pedro Acosta     | Francesco Bagnaia     |
| 7      | 18 juni        | Tyskland       | Sachsenring                   | Deniz Öncü     | Pedro Acosta     | Jorge Martín          |
| 8      | 25 juni        | TT Assen       | TT Circuit Assen              | Jaume Masiá    | Jake Dixon       | Francesco Bagnaia     |
|        | 9 juli         | Kazakstan      | Sokol International Racetrack | Struken        | Struken          | Struken               |
| 9      | 6 augusti      | Storbritannien | Silverstone Circuit           | David Alonso   | Fermín Aldeguer  | Aleix Espargaró       |
| 10     | 20 augusti     | Österrike      | Red Bull Ring                 | Deniz Öncü     | Celestino Vietti | Francesco Bagnaia     |
| 11     | 3 september    | Katalonien     | Circuit de Catalunya          | David Alonso   | Jake Dixon       | Aleix Espargaró       |
| 12     | 10 september   | San Marino     | Misano                        | David Alonso   | Pedro Acosta     | Jorge Martín          |
| 13     | 24 september   | Indien         | Buddh International Circuit   | Jaume Masiá    | Pedro Acosta     | Marco Bezzecchi       |
| 14     | 1 oktober      | Japan          | Twin Ring Motegi              | Jaume Masiá    | Somkiat Chantra  | Jorge Martín          |
| 15     | 15 oktober     | Indonesien     | Mandalika                     | Diogo Moreira  | Pedro Acosta     | Francesco Bagnaia     |
| 16     | 22 oktober     | Australien     | Phillip Island Circuit        | Deniz Öncü     | Tony Arbolino    | Johann Zarco          |
| 17     | 29 oktober     | Thailand       | Chang International Circuit   | David Alonso   | Fermín Aldeguer  | Jorge Martín          |
| 18     | 12 november    | Malaysia       | Sepang                        | Collin Veijer  | Fermín Aldeguer  | Enea Bastianini       |
| 19     | 19 november ^1 | Qatar          | Losail                        | Jaume Masiá    | Fermín Aldeguer  | Fabio Di Giannantonio |
| 20     | 26 november    | Valencia       | Circuit Ricardo Tormo         | Ayumu Sasaki   | Fermín Aldeguer  | Francesco Bagnaia     |

Noter:
- ^1  - Kvällsrace i elljus.

### Poängräkning
De 15 främsta i varje Grand Prix-race får poäng enligt tabellen nedan. Alla race räknas.
| Plats | 1  | 2  | 3  | 4  | 5  | 6  | 7 | 8 | 9 | 10 | 11 | 12 | 13 | 14 | 15 |
| ----- | -- | -- | -- | -- | -- | -- | - | - | - | -- | -- | -- | -- | -- | -- |
| Poäng | 25 | 20 | 16 | 13 | 11 | 10 | 9 | 8 | 7 | 6  | 5  | 4  | 3  | 2  | 1  |

I de kortare sprintracen på lördagen fördelas poänge sålunda:
| Plats | 1  | 2 | 3 | 4 | 5 | 6 | 7 | 8 | 9 |
| ----- | -- | - | - | - | - | - | - | - | - |
| Poäng | 12 | 9 | 7 | 6 | 5 | 4 | 3 | 2 | 1 |

## MotoGP

### Regeländringar
Den största ändringen till 2023 är införandet av ett sprintrace på lördagen.

### Team och förare 2022
Den ende nye föraren är Moto2-mästaren Augusto Fernandez. Remy Gradner, Darryn Binder fick inte förnyade kontrakt. Andrea Dovizioso har slutat.  
Vad gäller teamen är det även 2023 stora förändringar. Suzuki lade ner sin MotoGP-satsning efter 2022. RNF MotoGP Team byter motorcykel från Yamaha till Aprilia. Därmed har inte Yamaha något satellit-team 2023. Tech3 byte märke från KTM till Gasgas, men det är en KTM med Gasgas-dekaler.
Märkesteam
- Repsol Honda: Marc Márquez och fortsätter. Joan Mir kommer från Suzukis fabriksteam.
- Monster Yamaha: Fabio Quartararo och Franco Morbidelli fortsätter.
- Ducati Corse: Världsmästaren Franscesco Bagnaia fortsätter. Enea Bastianini från Gresini Racing ersätter Jack Miller som går till KTM.
- Aprilia: Aleix Espargaró och Maverick Viñales fortsätter.
- KTM: Brad Binder fortsätter. Jack Miller från Ducati ersätter Miguel Oliveira som går till RNF MotoGP Aprilia.

Satellitteam
- LCR Honda: Taakaki Nakagami fortsätter. Álex Rins från Suzuki ersätter Álex Márquez som går till Gresini Racing
- Tech 3 Gasgas: Pol Espargaró från Repsol Honda och Augosto Fernandez från Moto2-klassen ersätter Remy Gardner som får gå till Superbike och Raul Fernandez som går till RNF MotoGP Aprilia
- Pramac Ducati: Johann Zarco och Jorge Martín fortsätter.
- Mooney VR46 Racing Team (Ducati): Luca Marini och Marco Bezzecchi forsätter
- RNF MotoGP Aprilia: Miguel Oliveira och Raul Fernandez ersätter Andrea Dovizioso som slutat och Darryn Binder som går till Moto2-klassen.
- Gresini Racing (Ducati): Fabio Di Giannantonio fortsätter. Álex Márquez från LCR Honda ersätter Enea Bastianini som går till Ducatis ra'fabriksteam

### Startlista MotoGP
| Nr | Förare                | Nation     | Team                         | Motorcykel | GP              | Anmärkning                   |
| -- | --------------------- | ---------- | ---------------------------- | ---------- | --------------- | ---------------------------- |
| 1  | Francesco Bagnaia     | Italien    | Ducati Lenovo Team           | Ducati     | 1-              |                              |
| 5  | Johann Zarco          | Frankrike  | Pramac Racing                | Ducati     | 1-              |                              |
| 6  | Stefan Bradl          | Tyskland   | Repsol Honda Team            | Honda      | 3, 4, 12        | Ersatte 93 Marquez, Wildcard |
| 6  | Stefan Bradl          | Tyskland   | LCR Honda Castrol            | Honda      | 8, 13, 14       | Ersatte 42 Rins              |
| 7  | Takumi Takahashi      | Japan      | LCR Honda Castrol            | Honda      | 12              | Ersatte 42 Rins              |
| 9  | Danilo Petrucci       | Italien    | Ducati Lenovo Team           | Ducati     | 5               | Ersatte 23 Bastianini        |
| 10 | Luca Marini           | Italien    | Mooney VR46 Racing Team      | Ducati     | 1-13, 15-       |                              |
| 12 | Maverick Viñales      | Spanien    | Aprilia Racing               | Aprilia    | 1-              |                              |
| 19 | Álvaro Bautista       | Spanien    | Aruba.it Racing              | Ducati     | 18              | wildcard                     |
| 20 | Fabio Quartararo      | Frankrike  | Monster Energy Yamaha MotoGP | Yamaha     | 1-              |                              |
| 21 | Franco Morbidelli     | Italien    | Monster Energy Yamaha MotoGP | Yamaha     | 1-              |                              |
| 23 | Enea Bastianini       | Italien    | Ducati Lenovo Team           | Ducati     | 1, 4, 6-10, 15- |                              |
| 25 | Raul Fernandez        | Spanien    | RNF MotoGP team              | Aprilia    | 1-              |                              |
| 26 | Dani Pedrosa          | Spanien    | Red Bull KTM Factory Racing  | KTM        | 4, 11           | Wildcard                     |
| 27 | Iker Lecuona          | Spanien    | Repsol Honda Team            | Honda      | 4, 8            | Ersatte 93 Márquez, 36 Mir   |
| 27 | Iker Lecuona          | Spanien    | LCR Honda Castrol            | Honda      | 9-13, 18        | Ersatte 42 Rins              |
| 30 | Takaaki Nakagami      | Japan      | LCR Honda Idemitsu           | Honda      | 1-              |                              |
| 32 | Lorenzo Savadori      | Italien    | Aprilia Racing               | Aprilia    | 6, 8, 10        | wildcard                     |
| 32 | Lorenzo Savadori      | Italien    | RNF MotoGP team              | Aprilia    | 5               | Ersatte 88 Oliveira          |
| 33 | Brad Binder           | Sydafrika  | Red Bull KTM Factory Racing  | KTM        | 1-              |                              |
| 35 | Cal Crutchlow         | UK         | Monster Energy Yamaha MotoGP | Yamaha     | 14              | Wildcard                     |
| 36 | Joan Mir              | Spanien    | Repsol Honda Team            | Honda      | 1-6, 10-        |                              |
| 37 | Augusto Fernández     | Spanien    | Gasgas Factory Racing Tech 3 | Gasgas     | 1-              |                              |
| 41 | Aleix Espargaró       | Spanien    | Aprilia Racing               | Aprilia    | 1-              |                              |
| 42 | Álex Rins             | Spanien    | LCR Honda Castrol            | Honda      | 1-6, 14-16,     |                              |
| 43 | Jack Miller           | Australien | Red Bull KTM Factory Racing  | KTM        | 1-              |                              |
| 44 | Pol Espargaró         | Spanien    | Gasgas Factory Racing Tech 3 | Gasgas     | 1, 9-           |                              |
| 49 | Fabio Di Giannantonio | Italien    | Gresini Racing MotoGP        | Ducati     | 1-              |                              |
| 51 | Michele Pirro         | Italien    | Ducati Lenovo Team           | Ducati     | 3, 13-14        | Ersatte 23 Bastianini        |
| 51 | Michele Pirro         | Italien    | Ducati Lenovo Team           | Ducati     | 6, 11           | wildcard                     |
| 72 | Marco Bezzecchi       | Italien    | Mooney VR46 Racing Team      | Ducati     | 1-              |                              |
| 73 | Álex Márquez          | Spanien    | Gresini Racing MotoGP        | Ducati     | 1-13, 15,       |                              |
| 88 | Miguel Oliveira       | Portugal   | RNF MotoGP team              | Aprilia    | 1, 3-4, 6-      |                              |
| 89 | Jorge Martín          | Spanien    | Pramac Racing                | Ducati     | 1-              |                              |
| 93 | Marc Márquez          | Spanien    | Repsol Honda Team            | Honda      | 1, 5-           |                              |
| 94 | Jonas Folger          | Tyskland   | Gasgas Factory Racing Tech 3 | Gasgas     | 3-8             | Ersatte 44 Espargaró         |

### Resultat MotoGP
| Omgång | Bana                    | Segrare               | Segrarens mc | Tvåa                  | Trea                  | Pole position     | Snabbaste varv    | Segrare sprintrace | VM-ledare         |
| ------ | ----------------------- | --------------------- | ------------ | --------------------- | --------------------- | ----------------- | ----------------- | ------------------ | ----------------- |
| 1      | Portimäo                | Francesco Bagnaia     | Ducati       | Maverick Viñales      | Marco Bezzecchi       | Marc Márquez      | Aleix Espargaró   | Francesco Bagnaia  | Francesco Bagnaia |
| 2      | Termas de Río Hondo     | Marco Bezzecchi       | Ducati       | Johann Zarco          | Álex Márquez          | Álex Márquez      | Marco Bezzecchi   | Brad Binder        | Marco Bezzecchi   |
| 3      | Circuit of the Americas | Álex Rins             | Honda        | Luca Marini           | Fabio Quartararo      | Francesco Bagnaia | Brad Binder       | Francesco Bagnaia  | Marco Bezzecchi   |
| 4      | Jerez                   | Francesco Bagnaia     | Ducati       | Brad Binder           | Jack Miller           | Aleix Espargaró   | Francesco Bagnaia | Brad Binder        | Francesco Bagnaia |
| 5      | Le Mans Bugatti         | Marco Bezzecchi       | Ducati       | Jorge Martín          | Johann Zarco          | Francesco Bagnaia | Marco Bezzecchi   | Jorge Martín       | Francesco Bagnaia |
| 6      | Mugello                 | Francesco Bagnaia     | Ducati       | Marco Bezzecchi       | Jorge Martín          | Francesco Bagnaia | Álex Márquez      | Francesco Bagnaia  | Francesco Bagnaia |
| 7      | Sachsenring             | Jorge Martín          | Ducati       | Francesco Bagnaia     | Johann Zarco          | Francesco Bagnaia | Johann Zarco      | Jorge Martín       | Francesco Bagnaia |
| 8      | TT Circuit Assen        | Francesco Bagnaia     | Ducati       | Marco Bezzecchi       | Aleix Espargaró       | Marco Bezzecchi   | Jorge Martín      | Marco Bezzecchi    | Francesco Bagnaia |
| 9      | Silverstone             | Aleix Espargaró       | Aprilia      | Francesco Bagnaia     | Brad Binder           | Marco Bezzecchi   | Aleix Espargaró   | Álex Márquez       | Francesco Bagnaia |
| 10     | Red Bull Ring           | Francesco Bagnaia     | Ducati       | Brad Binder           | Marco Bezzecchi       | Francesco Bagnaia | Francesco Bagnaia | Francesco Bagnaia  | Francesco Bagnaia |
| 11     | Catalunya               | Aleix Espargaró       | Aprilia      | Maverick Viñales      | Jorge Martín          | Francesco Bagnaia | Maverick Viñales  | Aleix Espargaró    | Francesco Bagnaia |
| 12     | Misano                  | Jorge Martín          | Ducati       | Marco Bezzecchi       | Francesco Bagnaia     | Jorge Martín      | Francesco Bagnaia | Jorge Martín       | Francesco Bagnaia |
| 13     | Buddh                   | Marco Bezzecchi       | Ducati       | Jorge Martín          | Fabio Quartararo      | Marco Bezzecchi   | Marco Bezzecchi   | Jorge Martín       | Francesco Bagnaia |
| 14     | Motegi                  | Jorge Martín          | Ducati       | Francesco Bagnaia     | Marc Márquez          | Jorge Martín      | Johann Zarco      | Jorge Martín       | Francesco Bagnaia |
| 15     | Mandalika               | Francesco Bagnaia     | Ducati       | Maverick Viñales      | Fabio Quartararo      | Luca Marini       | Enea Bastianini   | Jorge Martín       | Francesco Bagnaia |
| 16     | Phillip Island          | Johann Zarco          | Ducati       | Francesco Bagnaia     | Fabio Di Giannantonio | Jorge Martín      | Jorge Martín      | Inställt           | Francesco Bagnaia |
| 17     | Chang                   | Jorge Martín          | Ducati       | Francesco Bagnaia     | Brad Binder           | Jorge Martín      | Marco Bezzecchi   | Jorge Martín       | Francesco Bagnaia |
| 18     | Sepang                  | Enea Bastianini       | Ducati       | Álex Márquez          | Francesco Bagnaia     | Jorge Martín      | Álex Márquez      | Álex Márquez       | Francesco Bagnaia |
| 19     | Losail                  | Fabio Di Giannantonio | Ducati       | Francesco Bagnaia     | Luca Marini           | Luca Marini       | Enea Bastianini   | Jorge Martín       | Francesco Bagnaia |
| 20     | Valencia                | Francesco Bagnaia     | Ducati       | Fabio Di Giannantonio | Johann Zarco          | Maverick Viñales  | Brad Binder       | Jorge Martín       | Francesco Bagnaia |

### Mästerskapsställning MotoGP
Slutställning i förarmästerskapet efter 20 Grand Prix.
1. Francesco Bagnaia, 467 p.
2. Jorge Martín, 428 p.
3. Marco Bezzecchi, 329 p.
4. Brad Binder, 254 p.
5. Johann Zarco, 221 p.
6. Aleix Espargaró, 206 p.
7. Maverick Viñales, 204 p.
8. Luca Marini, 201 p.
9. Álex Márquez, 177 p.
10. Fabio Quartararo, 172 p.
11. Jack Miller, 163 p.
12. Fabio Di Giannantonio, 158 p.
13. Franco Morbidelli, 102 p.
14. Marc Márquez, 96 p.
15. Enea Bastianini, 84 p.
16. Miguel Oliveira, 76 p.
17. Augusto Fernández, 71 p.
18. Takaaki Nakagami, 56 p.
19. Alex Rins, 54 p.
20. Raúl Fernández, 51 p.
21. Dani Pedrosa, 32 p.
22. Joan Mir, 26 p.

## Moto2

### Startlista Moto2
| Nr | Förare                 | Nation         | Team                             | Motorcykel | GP    | Anmärkning         |
| -- | ---------------------- | -------------- | -------------------------------- | ---------- | ----- | ------------------ |
| 3  | Lukas Tulovic          | Tyskland       | Liqui Moly Husqvarna Intact GP   | Kalex      | 1-    |                    |
| 4  | Sean Dylan Kelly       | USA            | American Racing                  | Kalex      | 1-    |                    |
| 6  | Kohta Nozane           | Italien        | Correos Prepago Yamaha VR46 Team | Kalex      | 1-    |                    |
| 7  | Barry Baltus           | Belgien        | Fieten Olie Racing GP            | Kalex      | 1-    |                    |
| 11 | Sergio García          | Spanien        | Pons Wegow Los40                 | Kalex      | 1-    |                    |
| 12 | Filip Salac            | Tjeckien       | QJMOTOR Gresini Moto2            | Kalex      | 1-    |                    |
| 13 | Celestino Vietti       | Italien        | Fantic Racing                    | Kalex      | 1-14, |                    |
| 14 | Tony Arbolino          | Italien        | Elf Marc VDS Racing Team         | Kalex      | 1-    |                    |
| 15 | Darryn Binder          | Sydafrika      | Liqui Moly Husqvarna Intact GP   | Kalex      | 1-    |                    |
| 16 | Joe Roberts            | USA            | Italtrans Racing Team            | Kalex      | 1-    |                    |
| 17 | Álex Escrig            | Spanien        | Forward Team                     | Forward    | 1-    |                    |
| 18 | Manuel González        | Spanien        | Correos Prepago Yamaha VR46 Team | Kalex      | 1-    |                    |
| 19 | Lorenzo Dalla Porta    | Italien        | Pertamina Mandalika SAG Team     | Kalex      | 1-    |                    |
| 21 | Alonso Lopez           | Italien        | CAG SpeedUp                      | Boscoscuro | 1-    |                    |
| 22 | Sam Lowes              | Storbritannien | Elf Marc VDS Racing Team         | Kalex      | 1-    |                    |
| 24 | Marcos Ramírez         | Spanien        | Forward Team                     | Forward    | 1-    |                    |
| 28 | Izan Guevara           | Spanien        | Inde Gasgas Aspar M2             | Kalex      |       |                    |
| 33 | Rory Skinner           | Storbritannien | American Racing                  | Kalex      | 1-    |                    |
| 35 | Somkiat Chantra        | Thailand       | Idemitsu Honda Team Asia         | Kalex      | 1-    |                    |
| 37 | Pedro Acosta           | Spanien        | Red Bull KTM Ajo                 | Kalex      | 1-    |                    |
| 40 | Arón Canet             | Spanien        | Pons Wegow Los40                 | Kalex      | 1-    |                    |
| 43 | Lorenzo Baldasarri     | Italien        | Fantic Racing                    | Kalex      | 15    | Ersatte 13 Vietti  |
| 52 | Jeremy Alcoba          | Spanien        | QJMOTOR Gresini Moto2            | Kalex      | 1-    |                    |
| 54 | Fermín Aldeguer        | Spanien        | CAG SpeedUp                      | Boscoscuro | 1-    |                    |
| 64 | Bo Bendsneyder         | Nederländerna  | Pertamina Mandalika SAG Team     | Kalex      | 1-    |                    |
| 71 | Dennis Foggia          | Italien        | Italtrans Racing Team            | Kalex      | 1-    |                    |
| 72 | Borja Gomez            | Spanien        | Fantic Racing                    | Kalex      | 1-    |                    |
| 75 | Albert Arenas          | Spanien        | Red Bull KTM Ajo                 | Kalex      | 1-    |                    |
| 79 | Ai Ogura               | Japan          | Idemitsu Honda Team Asia         | Kalex      |       |                    |
| 81 | Jordi Torres           | Spanien        | Inde Gasgas Aspar M2             | Kalex      | 1     | Ersatte 28 Guevara |
| 84 | Zonta van der Goorberg | Nederländerna  | Fieten Olie Racing GP            | Kalex      | 1-    |                    |
| 96 | Jake Dixon             | Storbritannien | Inde Gasgas Aspar M2             | Kalex      | 1-    |                    |

### Resultat Moto2
| Omgång | Bana                    | Segrare          | Segrarens mc | Tvåa             | Trea            | Pole position    | Snabbaste varv   | VM-ledare     |
| ------ | ----------------------- | ---------------- | ------------ | ---------------- | --------------- | ---------------- | ---------------- | ------------- |
| 1      | Portimäo                | Pedro Acosta     | Kalex        | Arón Canet       | Tony Arbolino   | Filip Salac      | Pedro Acosta     | Pedro Acosta  |
| 2      | Termas de Río Hondo     | Tony Arbolino    | Kalex        | Alonso López     | Jake Dixon      | Alonso López     | Alonso López     | Tony Arbolino |
| 3      | Circuit of the Americas | Pedro Acosta     | Kalex        | Tony Arbolino    | Bo Bendsneyder  | Ai Ogura         | Jeremy Alcoba    | Tony Arbolino |
| 4      | Jerez                   | Sam Lowes        | Kalex        | Pedro Acosta     | Alonso López    | Sam Lowes        | Sam Lowes        | Pedro Acosta  |
| 5      | Le Mans Bugatti         | Tony Arbolino    | Kalex        | Filip Salac      | Alonso López    | Sam Lowes        | Pedro Acosta     | Tony Arbolino |
| 6      | Mugello                 | Pedro Acosta     | Kalex        | Tony Arbolino    | Jake Dixon      | Arón Canet       | Pedro Acosta     | Tony Arbolino |
| 7      | Sachsenring             | Pedro Acosta     | Kalex        | Tony Arbolino    | Jake Dixon      | Pedro Acosta     | Pedro Acosta     | Tony Arbolino |
| 8      | TT Circuit Assen        | Jake Dixon       | Kalex        | Ai Ogura         | Pedro Acosta    | Alonso López     | Jake Dixon       | Tony Arbolino |
| 9      | Silverstone             | Fermin Aldeguer  | Boscoscuro   | Arón Canet       | Pedro Acosta    | Pedro Acosta     | Fermin Aldeguer  | Pedro Acosta  |
| 10     | Red Bull Ring           | Celestino Vietti | Kalex        | Pedro Acosta     | Ai Ogura        | Pedro Acosta     | Pedro Acosta     | Pedro Acosta  |
| 11     | Catalunya               | Jake Dixon       | Kalex        | Arón Canet       | Albert Arenas   | Jake Dixon       | Pedro Acosta     | Pedro Acosta  |
| 12     | Misano                  | Pedro Acosta     | Kalex        | Celestino Vietti | Alonso López    | Celestino Vietti | Celestino Vietti | Pedro Acosta  |
| 13     | Buddh                   | Pedro Acosta     | Kalex        | Tony Arbolino    | Joe Roberts     | Jake Dixon       | Pedro Acosta     | Pedro Acosta  |
| 14     | Motegi                  | Somkiat Chantra  | Kalex        | Ai Ogura         | Pedro Acosta    | Somkiat Chantra  | Somkiat Chantra  | Pedro Acosta  |
| 15     | Mandalika               | Pedro Acosta     | Kalex        | Arón Canet       | Fermin Aldeguer | Arón Canet       | Pedro Acosta     | Pedro Acosta  |
| 16     | Phillip Island          | Tony Arbolino    | Kalex        | Arón Canet       | Fermin Aldeguer | Fermin Aldeguer  | Tony Arbolino    | Pedro Acosta  |
| 17     | Chang                   | Fermin Aldeguer  | Boscoscuro   | Pedro Acosta     | Somkiat Chantra | Fermin Aldeguer  | Fermin Aldeguer  | Pedro Acosta  |
| 18     | Sepang                  | Fermin Aldeguer  | Boscoscuro   | Pedro Acosta     | Marcos Ramirez  | Fermin Aldeguer  | Fermin Aldeguer  | Pedro Acosta  |
| 19     | Losail                  | Fermin Aldeguer  | Boscoscuro   | Manuel González  | Arón Canet      | Joe Roberts      | Sam Lowes        | Pedro Acosta  |
| 20     | Valencia                | Fermin Aldeguer  | Boscoscuro   | Arón Canet       | Alonso López    | Arón Canet       | Fermin Aldeguer  | Pedro Acosta  |

### Mästerskapsställning Moto2
Slutställning i förarmästerskapet efter 20 Grand Prix.
1. Pedro Acosta, 332,5 p. Klar världsmästare efter 18 Grand Prix.
2. Tony Arbolino, 249,5 p.
3. Fermín Aldeguer, 212 p.
4. Jake Dixon, 204 p.
5. Arón Canet, 195 p.
6. Somkiat Chantra, 173,5 p.
7. Alonso López, 150 p.
8. Manuel González, 145,5 p.
9. Ai Ogura, 137,5 p.
10. Celestino Vietti, 116 p.
11. Filip Salac, 110 p.
12. Sam Lowes, 104 p.
13. Joe Roberts, 93,5 p.
14. Albert Arenas, 85 p.
15. Sergio García, 84 p.
16. Marcos Ramírez, 65 p.

## Moto3

### Resultat Moto3
| Omgång | Bana                    | Segrare        | Segrarens mc | Tvåa           | Trea               | Pole position  | Snabbaste varv  | VM-ledare      |
| ------ | ----------------------- | -------------- | ------------ | -------------- | ------------------ | -------------- | --------------- | -------------- |
| 1      | Portimäo                | Daniel Holgado | KTM          | David Muñoz    | Diogo Moreira      | Ayumu Sasaki   | Deniz Öncü      | Daniel Holgado |
| 2      | Termas de Río Hondo     | Tatsuki Suzuki | Honda        | Diego Moreira  | Andrea Migno       | Ayumu Sasaki   | Jaume Masiá     | Daniel Holgado |
| 3      | Circuit of the Americas | Iván Ortolá    | KTM          | Jaume Masiá    | Xavier Artigas     | Jaume Masiá    | Iván Ortolá     | Daniel Holgado |
| 4      | Jerez                   | Iván Ortolá    | KTM          | David Alonso   | Jaume Masiá        | Deniz Öncü     | Ryusei Yamanaka | Daniel Holgado |
| 5      | Le Mans Bugatti         | Daniel Holgado | KTM          | Ayumu Sasaki   | Jaume Masiá        | Ayumu Sasaki   | Ayumu Sasaki    | Daniel Holgado |
| 6      | Mugello                 | Daniel Holgado | KTM          | Deniz Öncü     | Ayumu Sasaki       | Deniz Öncü     | Ayumu Sasaki    | Daniel Holgado |
| 7      | Sachsenring             | Deniz Öncü     | KTM          | Ayumu Sasaki   | Daniel Holgado     | Daniel Holgado | Ayumu Sasaki    | Daniel Holgado |
| 8      | TT Circuit Assen        | Jaume Masiá    | Honda        | Ayumu Sasaki   | Deniz Öncü         | David Muñoz    | Iván Ortolá     | Daniel Holgado |
| 9      | Silverstone             | David Alonso   | Gasgas       | Ayumu Sasaki   | Daniel Holgado     | Jaume Masiá    | Collin Veijer   | Daniel Holgado |
| 10     | Red Bull Ring           | Deniz Öncü     | KTM          | Daniel Holgado | Ayumu Sasaki       | Collin Veijer  | David Alonso    | Daniel Holgado |
| 11     | Catalunya               | David Alonso   | Gasgas       | Jaume Masiá    | José Antonio Rueda | Iván Ortolá    | Daniel Holgado  | Daniel Holgado |
| 12     | Misano                  | David Alonso   | Gasgas       | Jaume Masiá    | Deniz Öncü         | Jaume Masiá    | David Alonso    | Daniel Holgado |
| 13     | Buddh                   | Jaume Masiá    | Honda        | Kaito Toba     | Ayumu Sasaki       | Jaume Masiá    | Ayumu Sasaki    | Daniel Holgado |
| 14     | Motegi                  | Jaume Masià    | Honda        | Ayumu Sasaki   | Daniel Holgado     | Jaume Masiá    | Ayumu Sasaki    | Jaume Masiá    |
| 15     | Mandalika               | Diogo Moreira  | KTM          | David Alonso   | David Muñoz        | Diogo Moreira  | Iván Ortolá     | Jaume Masiá    |
| 16     | Phillip Island          | Deniz Öncü     | KTM          | Ayumu Sasaki   | Joel Kelso         | Ayumu Sasaki   | Deniz Öncü      | Jaume Masiá    |
| 17     | Chang                   | David Alonso   | Gasgas       | Taiyo Furusato | Collin Veijer      | Deniz Öncü     | Deniz Öncü      | Jaume Masiá    |
| 18     | Sepang                  | Collin Veijer  | Husqvarna    | Ayumu Sasaki   | Jaume Masiá        | Jaume Masiá    | Ayumu Sasaki    | Jaume Masiá    |
| 19     | Losail                  | Jaume Masiá    | Honda        | David Alonso   | Deniz Öncü         | Daniel Holgado | Ayumu Sasaki    | Jaume Masiá    |
| 20     | Valencia                | Ayumu Sasaki   | Husqvarna    | David Alonso   | Iván Ortolá        | Collin Veijer  | David Alonso    | Jaume Masiá    |

### Mästerskapsställning Moto3
Slutställning i förarmästerskapet efter 20 Grand Prix.
1. Jaume Masiá, 274 p. Klar världsmästare efter 19 Grand Prix
2. Ayumu Sasaki, 268 p.
3. David Alonso, 245 p.
4. Deniz Önzü, 223 p.
5. Daniel Holgado, 220 p.
6. Iván Ortolá, 187 p.
7. Collin Veijer, 149 p.
8. Diogo Moreira, 131 p.
9. José Antonio Rueda, 121 p.
10. David Muñoz, 113 p.
11. Kaito Toba, 105 p.
12. Stefano Nepa, 102 p.
13. Ryusei Yamanaka, 84 p.
14. Riccardo Rossi, 79 p.
15. Xavier Artigas, 77 p.
16. Taiyo Furusato, 63 p.